# Zjednoczenie Narodowe (Litwa)
Zjednoczenie Narodowe (lit. Nacionalinis Susivienijimas) – litewska konserwatywna partia polityczna założona w 2020 roku przez Vytautasa Radžvilasa.

## Historia
W 2019 roku Vytatas Radzvilas, litewski filozof i dawny aktywista Sajudisu, wystartował w wyborach do Parlamentu Europejskiego z ramienia założonego przez siebie Komitetu "Vytautas Radžvilas: Uzdrówmy Państwo!". Komitet osiągnął ponad 3% głosów, a żaden z jego przedstawicieli nie uzyskał mandatu.  
W 2020 roku Radzvilas poinformował o założeniu nowej partii pod nazwą Zjednoczenie Narodowe. W litewskich wyborach parlamentarnych w 2020 partia osiągnęła 2,2% głosów i nie wprowadziła żadnych przedstawicieli do Sejmu. Po wyborach samorządowych na Litwie w 2023 roku partia wprowadziła trzech przedstawicieli do rady miejskiej Wilna - jej poparcie w wyborach parlamentarnych również było największe w rejonie miasta. W wyborach parlamentarnych w 2024 roku partia osiągnęła 2,87% głosów i wprowadziła jednego przedstawiciela do Sejmu (Vytautasa Sinicę). 

## Poglądy
Partia jest określana mianem skrajnie prawicowej, konserwatywnej i nacjonalistycznej. Twórcy partii podkreślają wagę tożsamości narodowej i cywilizacji chrześcijańskiej. Sprzeciwiają się dalszej integracji Litwy z Unią Europejską, krytykują tę organizację (np. przyrównując Unię Europejską do ZSRR) i żądają jej gruntownej reformy, sprzeciwiają się także legalizacji podwójnego obywatelstwa i prawom osób LGBT.
Partia jest zwolennikiem upublicznienia listy współpracowników KGB, wypowiedzenia konwencji stambulskiej, likwidacji Sądu Konstytucyjnego, prowadzenia restrykcyjnej polityki migracyjnej i zachowania ściśle litewskiej i chrześcijańskiej tożsamości Litwy.
Gospodarczo partia deklaruje poglądy interwencjonistyczne i populistyczne (np. wprowadzenie podatków progresywnych czy zwiększenie państwowych nakładów na edukację), przy jednoczesnym zamiarze "zniszczenia mentalności zależności" poprzez zmniejszenie nakładów na pomoc socjalną dla niektórych grup społecznych, takich jak bezrobotni, alkoholicy czy samotne matki, gdy tożsamość ojca ich dziecka nie jest znana.
W czasie wyborów parlamentarnych w 2024 roku hasłem partii było „Za Litwę, litewską na wieki”, a jej program opierał się na polityce demograficznej i migracyjnej.
Elektorat partii częściowo koreluje z elektoratem Świtu Niemna.

## Barwy i logo
Barwą charakterystyczną dla partii jest kolor bordowy. W logo partii znajduje się uproszczona, stylizowana biała Pogoń, z zaznaczonym na bordowo krzyżem jagiellońskim, na bordowym tle.